# Dilsbergerhof

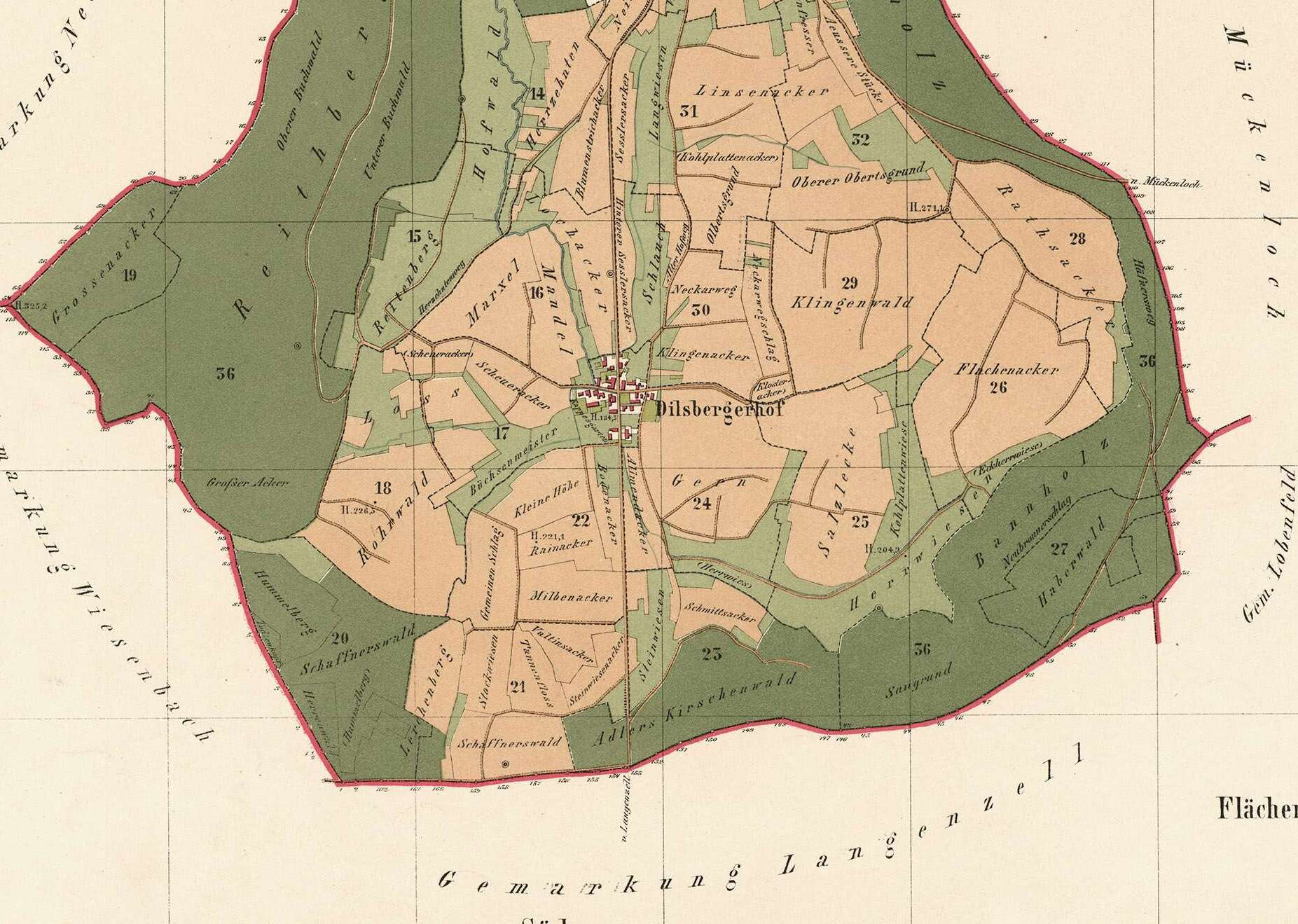
Der Dilsberger Hof auf einer Karte von 1880

Der Dilsbergerhof, alternative Schreibweise Dilsberger Hof, ist eine Ortschaft im Nordwesten von Baden-Württemberg. Es bildet heute einen Teil der Stadt Neckargemünd im Rhein-Neckar-Kreis.

## Geographie

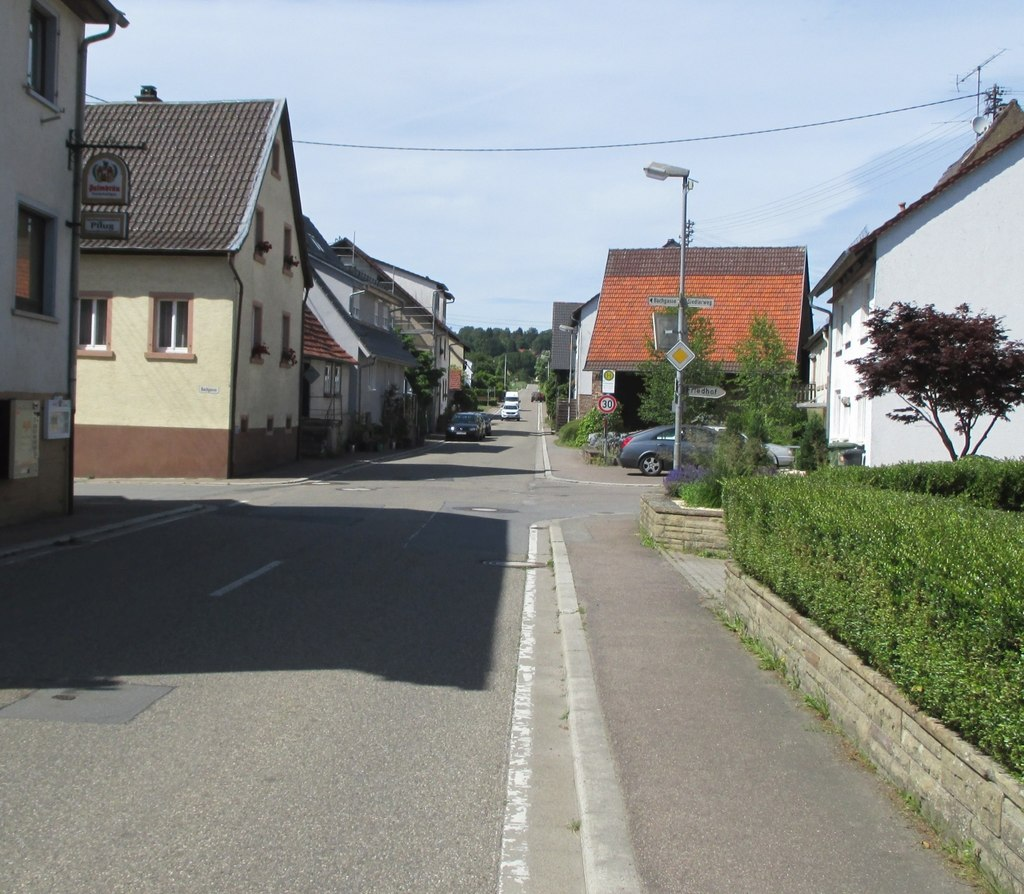
Blick von Norden auf den Ortskern

Der Dilsbergerhof liegt auf einer kleinen Hochebene im Süden des Neckars, die im Osten, Süden und Westen durch Wälder begrenzt wird. Durch den Ort fließt der Herrbach, der östlich entspringt und in den Neckar mündet.

## Geschichte
Der Dilsbergerhof bildet einen bäuerlichen Weiler, der im Laufe des 18.Jahrhunderts errichtet wurde.

## Gemeinde
Der Dilsbergerhof war stets ein Ortsteil von Dilsberg gewesen. Mit diesem wurde er im Januar 1973 nach Neckargemünd eingemeindet.

## Religiöses

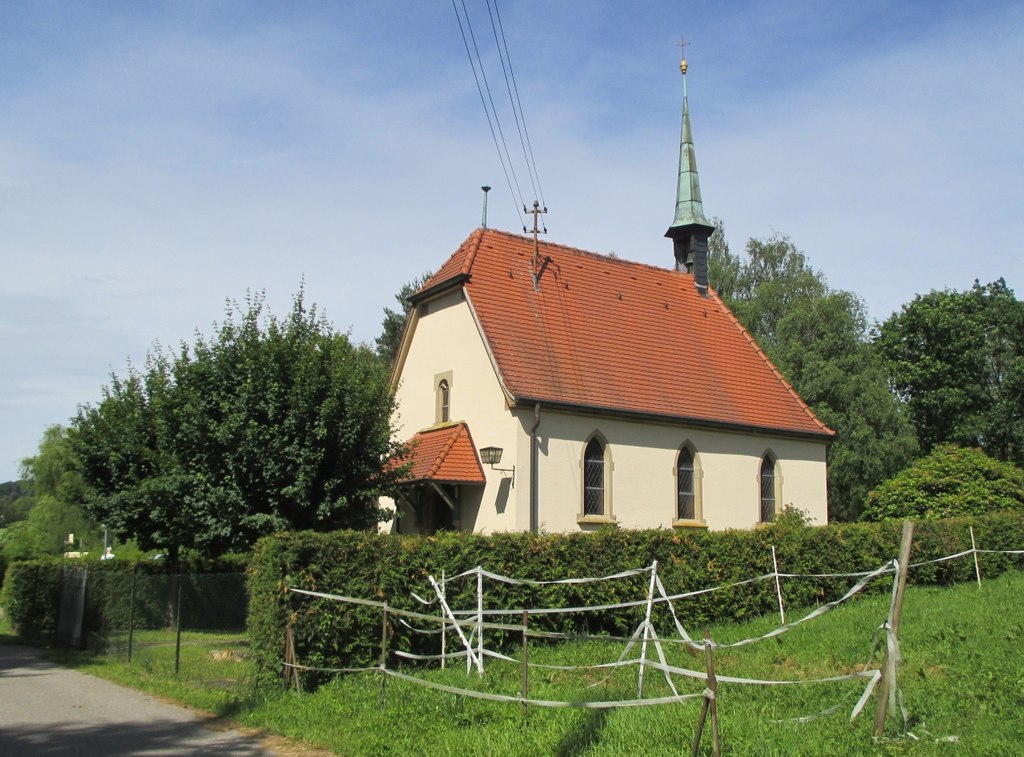
Die Herz-Jesu-Kapelle

Seit 1913 steht auf dem Dilsbergerhof die katholische Herz-Jesu-Kapelle. Ihre Erbauung wurde durch eine Spende ermöglicht.

## Verkehr
Durch den Dilsbergerhof verläuft die Kreisstraße 4200, die von Neckargemünd im Nordwesten kommt und in Langenzell im Süden endet.